# Prinçay
Cet article possède un paronyme, voir Princet.
Prinçay est une commune du Centre-Ouest de la France, située dans le département de la Vienne en région Nouvelle-Aquitaine.

## Géographie

### Climat
Pour des articles plus généraux, voir Climat de la Nouvelle-Aquitaine et Climat de la Vienne.
Historiquement, la commune est exposée à un climat océanique du nord-ouest.  
En 2020, Météo-France publie une typologie des climats de la France métropolitaine dans laquelle la commune est exposée à un climat océanique altéré et est dans une zone de transition entre les régions climatiques « Moyenne vallée de la Loire » et « Poitou-Charentes »0.
Pour la période 1971-2000, la température annuelle moyenne est de 11,9 °C, avec une amplitude thermique annuelle de 14,9 °C. Le cumul annuel moyen de précipitations est de 664 mm, avec 10,6 jours de précipitations en janvier et 6,5 jours en juillet. Pour la période 1991-2020, la température moyenne annuelle observée sur la station météorologique la plus proche, située sur la commune de Martaizé à 14,04 km à vol d'oiseau, est de 0,0 °C et le cumul annuel moyen de précipitations est de 0,0 mm,. Pour l'avenir, les paramètres climatiques de la commune estimés pour 2050 selon différents scénarios d’émission de gaz à effet de serre sont consultables sur un site dédié publié par Météo-France en novembre 2022.

### Communes limitrophes
| Dercé             | Nueil-sous-Faye |         |
| Monts-sur-Guesnes | Prinçay         | Sérigny |
| Saires            | Berthegon       |         |

## Urbanisme

### Typologie
Au 1er janvier 2024, Prinçay est catégorisée commune rurale à habitat très dispersé, selon la nouvelle grille communale de densité à sept niveaux définie par l'Insee en 2022.
Elle est située hors unité urbaine. Par ailleurs la commune fait partie de l'aire d'attraction de Loudun, dont elle est une commune de la couronne,. Cette aire, qui regroupe 25 communes, est catégorisée dans les aires de moins de 50 000 habitants,.

### Occupation des sols
L'occupation des sols de la commune, telle qu'elle ressort de la base de données européenne d’occupation biophysique des sols Corine Land Cover (CLC), est marquée par l'importance des territoires agricoles (85,2 % en 2018), une proportion identique à celle de 1990 (85,2 %). La répartition détaillée en 2018 est la suivante : 
terres arables (58,6 %), zones agricoles hétérogènes (25,6 %), forêts (14,8 %), prairies (1,1 %). L'évolution de l’occupation des sols de la commune et de ses infrastructures peut être observée sur les différentes représentations cartographiques du territoire : la carte de Cassini (XVIIIe siècle), la carte d'état-major (1820-1866) et les cartes ou photos aériennes de l'IGN pour la période actuelle (1950 à aujourd'hui).

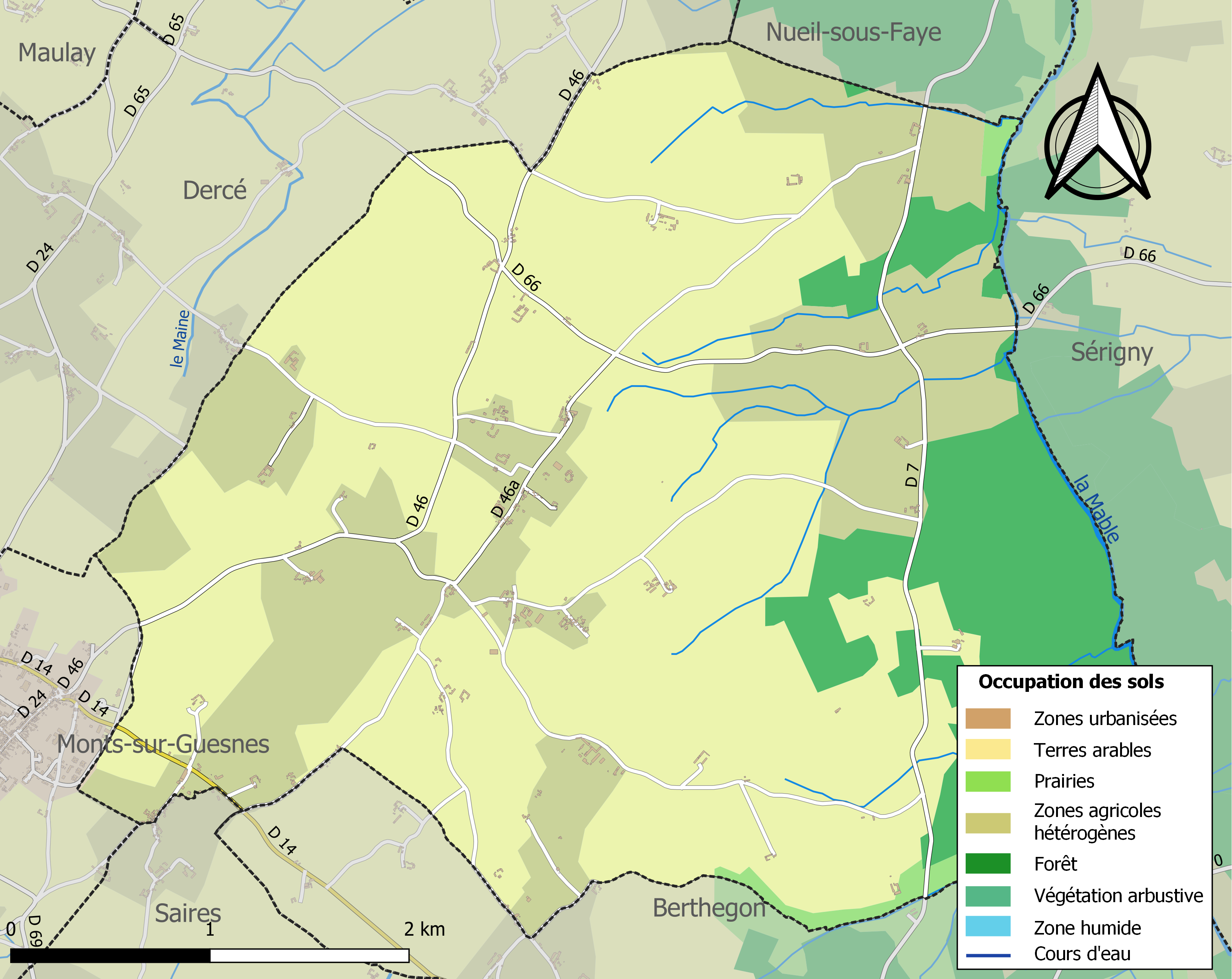
Carte des infrastructures et de l'occupation des sols de la commune en 2018 (CLC).

### Risques majeurs
Le territoire de la commune de Prinçay est vulnérable à différents aléas naturels : météorologiques (tempête, orage, neige, grand froid, canicule ou sécheresse), inondations, mouvements de terrains et séisme (sismicité modérée). Il est également exposé à un risque technologique,  le transport de matières dangereuses. Un site publié par le BRGM permet d'évaluer simplement et rapidement les risques d'un bien localisé soit par son adresse soit par le numéro de sa parcelle.

#### Risques naturels
Certaines parties du territoire communal sont susceptibles d’être affectées par le risque d’inondation par débordement de cours d'eau, notamment le Mable. La commune a été reconnue en état de catastrophe naturelle au titre des dommages causés par les inondations et coulées de boue survenues en 1982, 1999, 2010 et 2013,.

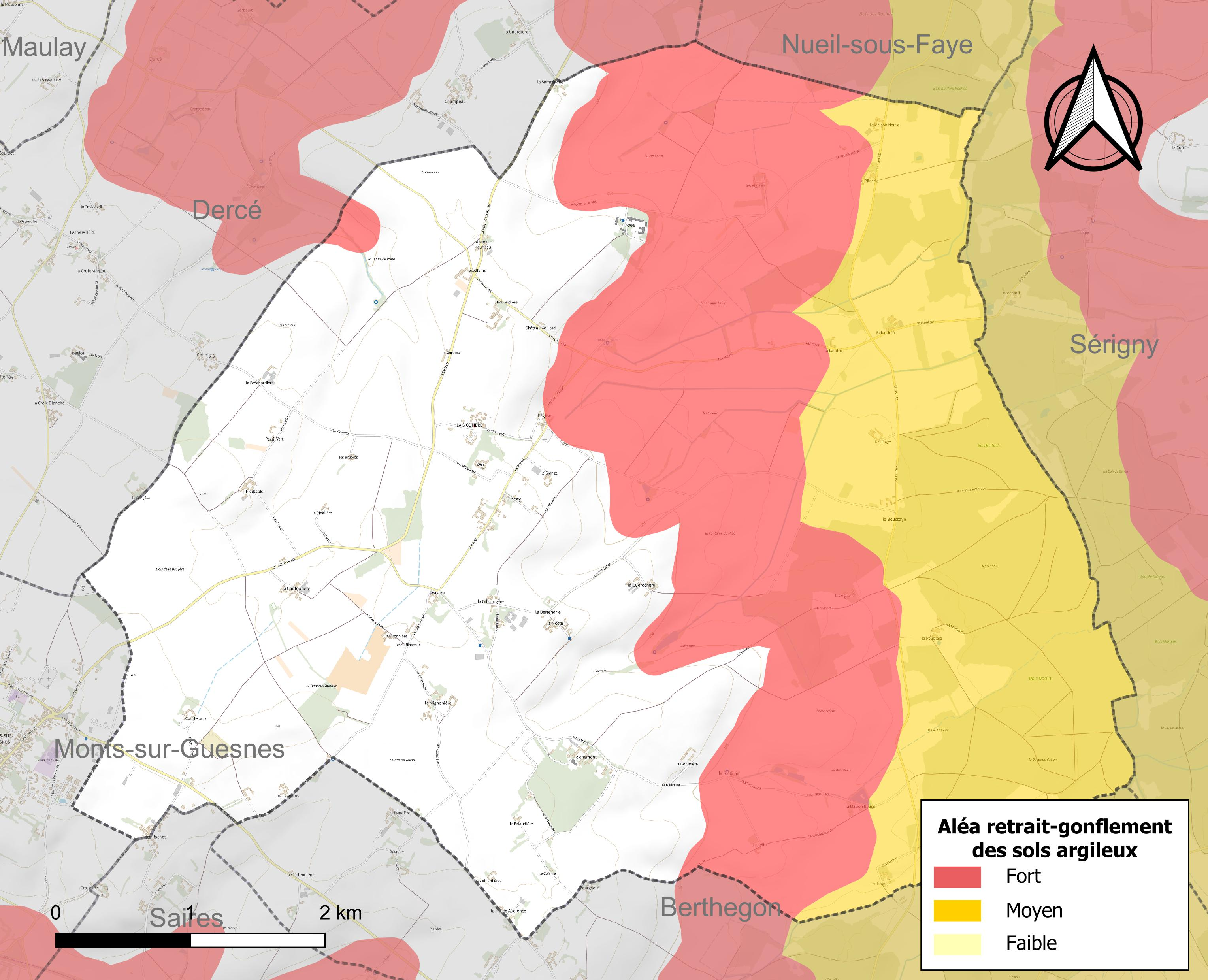
Carte des zones d'aléa retrait-gonflement des sols argileux de Prinçay.

Les mouvements de terrains susceptibles de se produire sur la commune sont des affaissements et effondrements liés aux cavités souterraines (hors mines) et des tassements différentiels. Afin de mieux appréhender le risque d’affaissement de terrain, un inventaire national permet de localiser les éventuelles cavités souterraines sur la commune. Le retrait-gonflement des sols argileux est susceptible d'engendrer des dommages importants aux bâtiments en cas d’alternance de périodes de sécheresse et de pluie. 51,4 % de la superficie communale est en aléa moyen ou fort (79,5 % au niveau départemental et 48,5 % au niveau national). Depuis le 1er octobre 2020, en application de la loi ÉLAN, différentes contraintes s'imposent aux vendeurs, maîtres d'ouvrages ou constructeurs de biens situés dans une zone classée en aléa moyen ou fort,.
La commune a été reconnue en état de catastrophe naturelle au titre des dommages causés par des mouvements de terrain en 1999 et 2010.

## Toponymie
Le nom du village proviendrait de l’anthroponyme gallo-romain Priascus avec le suffixe latin de propriété  -acum  devenu  -ec puis -ay  et signifiant domaine de.

## Politique et administration

### Liste des maires
| Période                                  | Période  | Identité        | Étiquette | Qualité |
| ---------------------------------------- | -------- | --------------- | --------- | ------- |
| mars 2014                                | En cours | Frédéric Mignon |           |         |
| Les données manquantes sont à compléter. |          |                 |           |         |

### Instances judiciaires et administratives
La commune relève du tribunal d'instance de Poitiers, du tribunal de grande instance de Poitiers, de la cour d'appel  de Poitiers, du tribunal pour enfants de Poitiers, du conseil de prud'hommes de Poitiers, du tribunal de commerce de Poitiers, du tribunal administratif de Poitiers et de la cour administrative d'appel  de  Bordeaux, du tribunal des pensions de Poitiers, du tribunal des affaires de la Sécurité sociale de la Vienne, de la cour d’assises de la Vienne.

## Démographie
L'évolution du nombre d'habitants est connue à travers les recensements de la population effectués dans la commune depuis 1793. Pour les communes de moins de 10 000 habitants, une enquête de recensement portant sur toute la population est réalisée tous les cinq ans, les populations de référence des années intermédiaires étant quant à elles estimées par interpolation ou extrapolation. Pour la commune, le premier recensement exhaustif entrant dans le cadre du nouveau dispositif a été réalisé en 2007.

En 2022, la commune comptait 204 habitants, en évolution de −6,42 % par rapport à 2016 (Vienne : +0,6 %, France hors Mayotte : +2,11 %).
| 1793 | 1800 | 1806 | 1821 | 1831 | 1836 | 1841 | 1846 | 1851 |
| ---- | ---- | ---- | ---- | ---- | ---- | ---- | ---- | ---- |
| 509  | 484  | 529  | 478  | 433  | 459  | 479  | 459  | 502  |

| 1856 | 1861 | 1866 | 1872 | 1876 | 1881 | 1886 | 1891 | 1896 |
| ---- | ---- | ---- | ---- | ---- | ---- | ---- | ---- | ---- |
| 479  | 454  | 421  | 440  | 416  | 455  | 484  | 471  | 441  |

| 1901 | 1906 | 1911 | 1921 | 1926 | 1931 | 1936 | 1946 | 1954 |
| ---- | ---- | ---- | ---- | ---- | ---- | ---- | ---- | ---- |
| 449  | 465  | 470  | 450  | 432  | 453  | 390  | 391  | 414  |

| 1962 | 1968 | 1975 | 1982 | 1990 | 1999 | 2006 | 2007 | 2012 |
| ---- | ---- | ---- | ---- | ---- | ---- | ---- | ---- | ---- |
| 423  | 353  | 301  | 254  | 218  | 195  | 232  | 237  | 228  |

| 2017 | 2022 | - | - | - | - | - | - | - |
| ---- | ---- | - | - | - | - | - | - | - |
| 217  | 204  | - | - | - | - | - | - | - |

En 2008,selon l'Insee, la densité de population de la commune était de 14 hab./km2, 61 hab./km2 pour le département, 68 hab./km2 pour la région Poitou-Charentes et 115 hab./km2 pour la France.

## Économie
Selon la direction régionale de l'Alimentation, de l'Agriculture et de la Forêt de Poitou-Charentes, il n'y a plus que 17 exploitations agricoles en 2010 contre 29 en 2000.
Les surfaces agricoles utilisées ont légèrement augmenté et sont passées de 1 092 hectares en 2000 à 1 112 hectares en 2010. Ces chiffres indiquent une concentration des terres sur un nombre plus faible d’exploitations. Cette tendance est conforme à l’évolution  constatée sur tout le département de la Vienne puisque de 2000 à 2007, chaque exploitation a gagné en moyenne 20 hectares.
60 % des surfaces agricoles sont destinées à la culture des céréales (blé tendre essentiellement mais aussi orges et maïs), 21 % pour les oléagineux (tournesol essentiellement) et 8 % pour le fourrage. En 2000, neuf hectares (deux en 2010) étaient consacrés à la vigne.
L'élevage de volailles a disparu au cours de cette décennie.

## Culture locale et patrimoine

### Lieux et monuments

#### Patrimoine civil
- Le château de la Roche-du-Maine est un manoir Renaissance construit de 1520 à 1525. C'est une ancienne maison forte ; un « tornavent », sorte de sas en bois, a été daté de 1540 par le laboratoire Archéolabs[28]. Ce château fait l’objet d’un classement au titre des monuments historiques depuis le 7 décembre 1914[29].
- Le logis de la Haute-Porte : C'est une ancienne maison forte du XIVe siècle qui est devenue un manoir au XVIIe siècle. Son colombier rond est du XVIe siècle et possède 1 100 boulins (pigeonnier). Il est possible de voir un four à pain et une buanderie qui abrite une ponne, c'est-à-dire une énorme marmite en pierre utilisée pour faire la lessive. Un petit souterrain permettait aux habitants du site de se réfugier lors des conflits. Le pigeonnier et le logis sont inscrits comme Monument Historique depuis 1989.
- Le château de Richemont
- Le sous-sol  en calcaire a longtemps constitué une importante source de revenus pour la population villageoise. Le tuffeau a été utilisé comme pierre de construction. Il a fait, par la suite, l’objet d’une exploitation intensive à partir du XIe siècle jusqu’au début du XXe siècle. Si l’’exploitation à l’époque romaine se faisait principalement à ciel ouvert, à partir du Moyen Âge, les carriers ou « pierreyeux » ont préféré creuser pour s’enfoncer dans la veine comme c’est ici le cas. Le tuffeau gardait ainsi une humidité qui en facilitait la taille. En effet, le tuffeau, à l’air libre, en s’asséchant, se durcit. Les galeries de Pinçay  s’étendent sur 120 m et datent du XIIe siècle. Un morceau de bois trouvé sur place a été daté, grâce au carbone 14, entre 950 et 1050. Il attesterait, donc, d'une existence encore plus ancienne. Les souterrains servaient aux villageois de refuge, pour se protéger des bandes de pillards qui remontaient la Vienne. Le souterrain est  réparti sur deux étages. Il se compose de quatre salles dont certaines sont très vastes que relient des couloirs et un escalier en colimaçon. Une d'entre elles pourrait être une crypte de l'église. Il est fort probable que ces souterrains aient été utilisés jusqu'à la Révolution française. Au cours du XIXe siècle, une partie était encore fréquentée notamment pour filer le chanvre soit au frais l'été soit lors des hivers rigoureux car la température y est constante. Le travail des carriers était particulièrement difficile. Il demandait une grande force physique. À l’aide d’un pic à long manche, le carrier creusait dans le front de taille une saignée d’environ 60 cm pour isoler le bloc à extraire. Il insérait ensuite dans ce sillon des coins en bois dur et sec avec un maillet. Ce coin était mouillé afin de gonfler et, ainsi, par pression, provoquer une rupture à l’arrière du bloc. Le bloc était, ensuite, débité en pierres de construction qui étaient chargées sur une charrette pour être stockées à l’air libre et séchées. Les carriers à temps plein étaient rares. C’étaient essentiellement des paysans  qui travaillaient à la carrière l’hiver pour s’assurer un complément de revenu. Au lendemain de la Première Guerre mondiale, cette activité disparut à la suite de l’importance de la mortalité masculine pendant la guerre, d’une désertification des campagnes et du fait, aussi, de la concurrence du ciment qui résiste au gel contrairement au tuffeau.

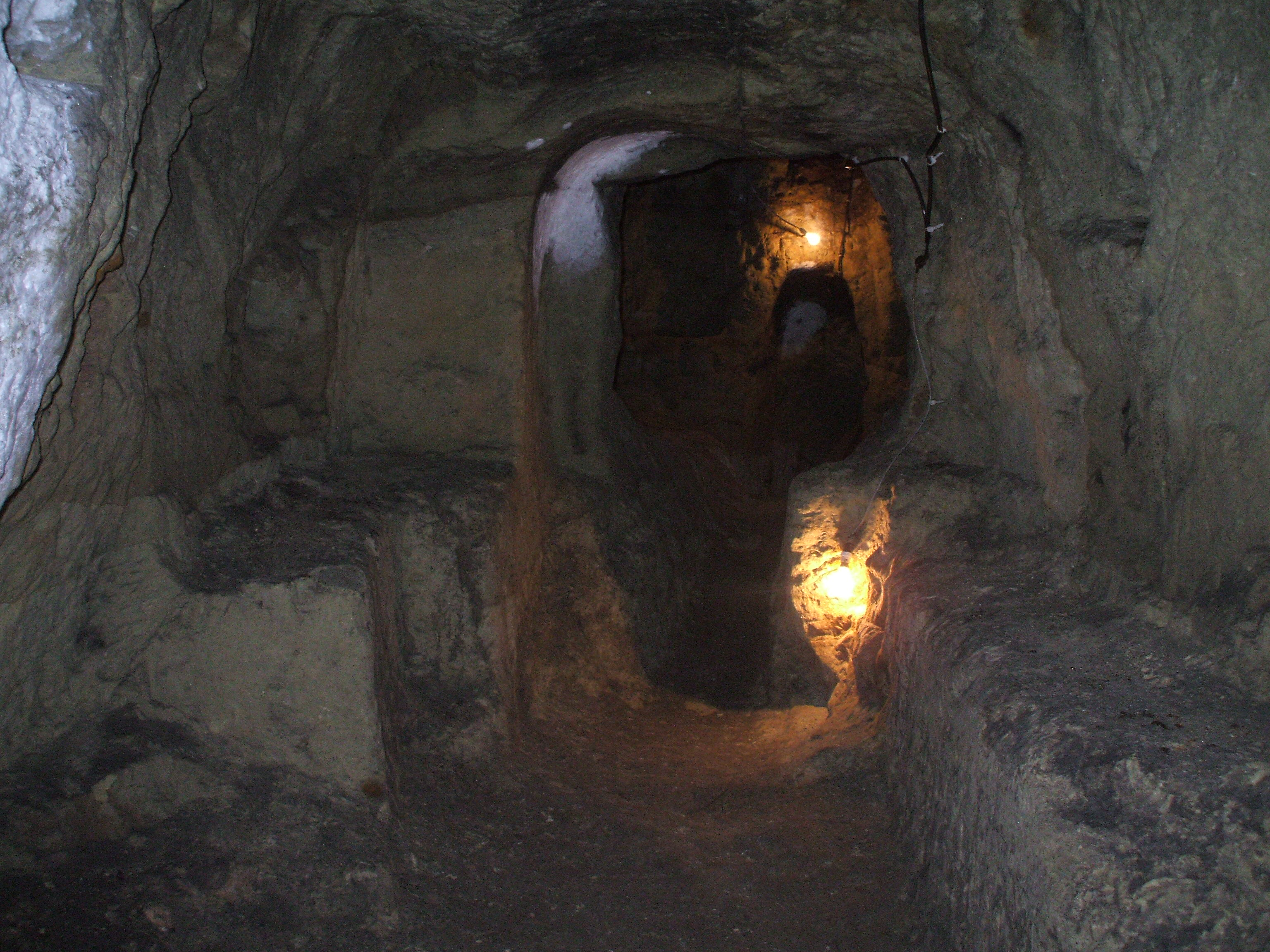
Galerie du souterrain-refuge.
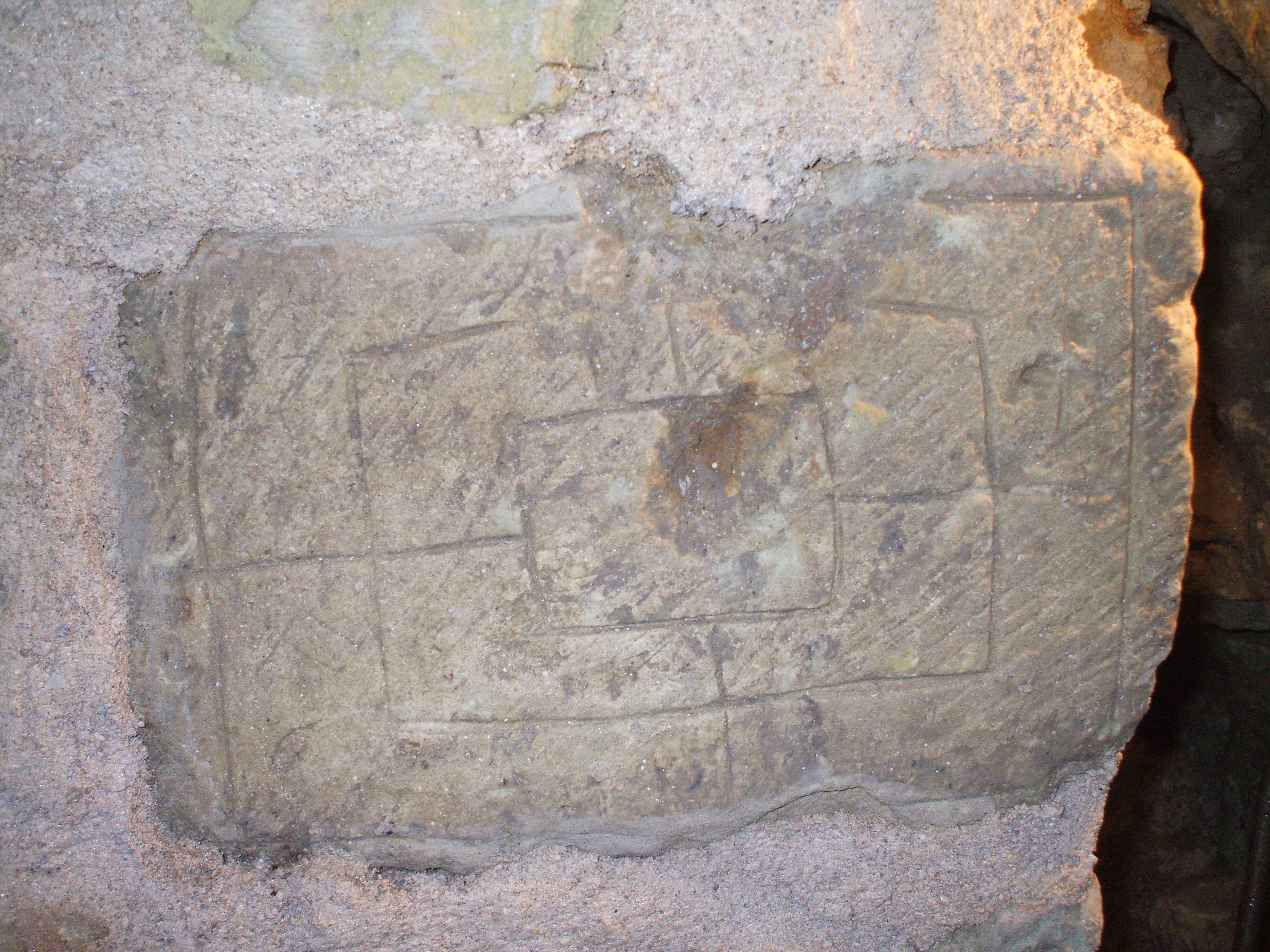
Jeu gravé sur la roche tendre du souterrain-refuge.
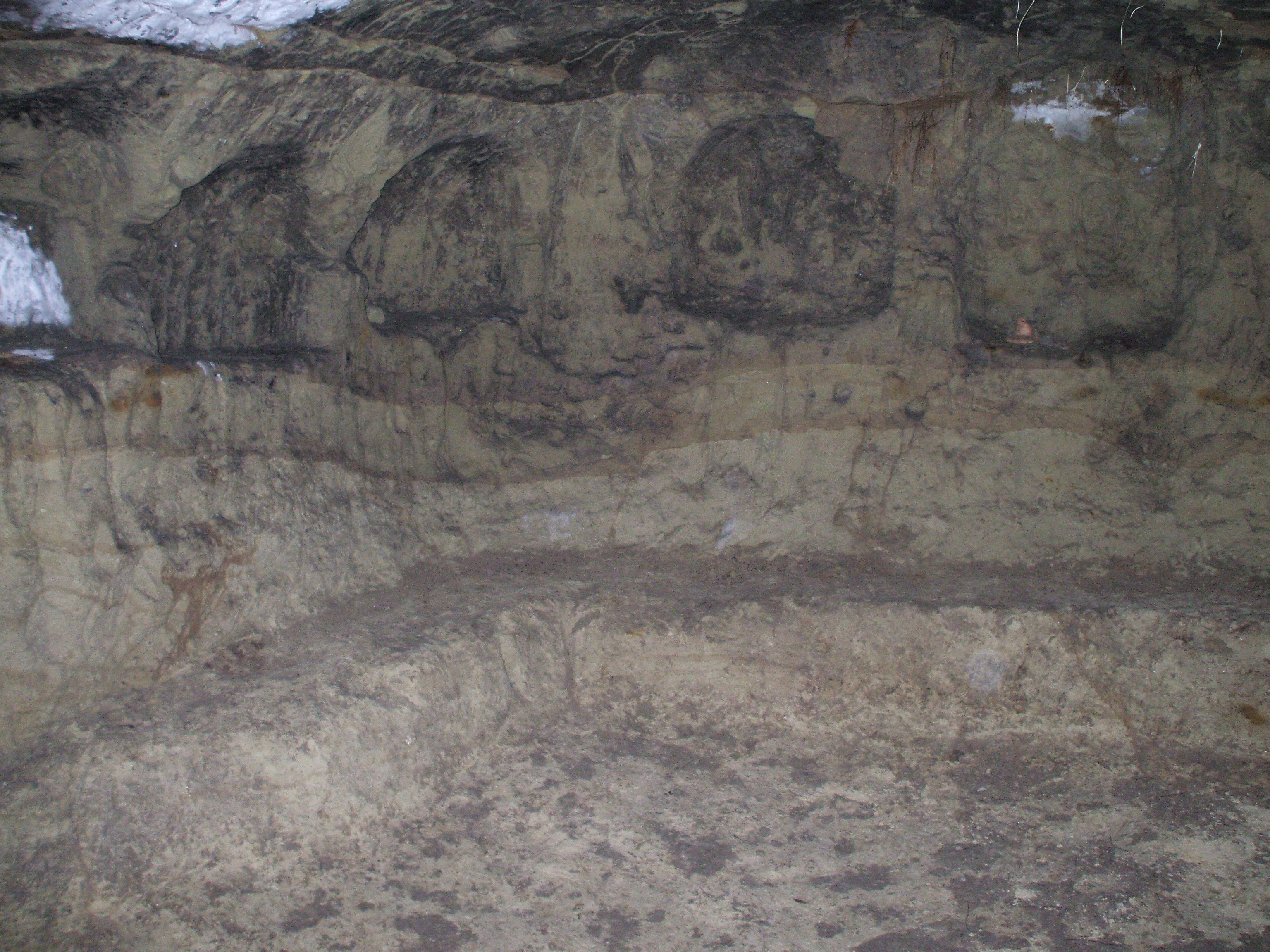
Salle avec bancs dans le souterrain-refuge.

#### Patrimoine religieux
L'église Saint-Gervais-et-Saint-Protais ou Sainte-Madeleine de Prinçay est inscrite comme Monument Historique depuis 1952. Elle est bâtie en tuffeau. L'édifice, roman, a été remanié de nombreuses fois au cours des siècles. Le chœur est doté de voûtes gothiques au XIIIe siècle. Une chapelle seigneuriale est rajoutée en 1497. Aux XVIIe/XVIIIe siècle, une porte de style classique, ornée de pilastres ioniques, est percée dans le mur occidental de la nef. La façade a été reconstruite vers 1850. Une partie du dallage est installée en 1899. Le porche d'entrée date du XXe siècle. La charpente et la couverture sont restaurées en 1923. Les chapiteaux d'entrelacs et de feuillages sont romans. Le clocher, monté sur une coupole sur pendentifs, date du XIIe siècle. Il se dresse latéralement, au sud, disposition commune dans le Loudunais. Il conserve sur la façade est, son décor d'arcatures aveugles. Dans la partie supérieure, il est ajouré de baies en plein cintre. La cloche a été fondue en 1855, présentée à l'exposition universelle de 1855, avant d'être installé dans le clocher en 1856. Le mur sud du chœur est orné d'une fresque, abîmée, qui toutefois laisse deviner une Vierge à l'Enfant devant laquelle se prosternent des hommes. Il pourrait s'agir de chevaliers car une frise de blasons entoure la scène. La fresque date de la fin du XVe siècle ou du début du XVIe siècle. la chapelle seigneuriale porte sur sa clef de voûte, les armes de la famille Tiercelin, rendue célèbre par Charles, compagnon d'armes des rois de France Louis XII et de François Ier. C'est dans cette chapelle que se niche le chauffoir qui accueille une cheminée. Elle était destinée à réchauffer les seigneurs pendant l'office religieux. Elle constitue l'un des rares exemples de cheminée construite dans une chapelle d'église.